# Ruan Teixeira Silva
Ruan Teixeira Silva (sinh ngày 7 tháng 1 năm 1991) là một cầu thủ bóng đá người Brasil.

## Sự nghiệp câu lạc bộ
Ruan Teixeira Silva đã từng chơi cho FC Ryukyu.